# 山西医学专门学堂
山西医学专门学堂是清末位于太原的一所学堂。

## 历史沿革
1906年，山西巡抚衙门设立该学堂。校址位于太原府上马街桑锦巷。学堂设立中医、西医两科。学校经费由山西布政司拨款。1912年停办。在其存续期间，共毕业中医本科24人，中医预科70人，西医本科25人，西医预科30人。朱世豪、郭象升曾任本学堂监督，周雪樵为本学堂教务长。